# Ahmet Şenol

Zawodnik Purdue Boilermakers

Ahmet Şenol (ur. 5 marca 1926 w Izmirze, zm. 7 kwietnia 2019 w Hamilton) – turecki zapaśnik walczący w stylu klasycznym. Dwukrotny olimpijczyk. Piąty w Helsinkach 1952 i szósty w Londynie 1948. Walczył w kategorii 67 – 73 kg.
Zawodnik Purdue University. All-American w NCAA Division I w 1956, gdzie zajął czwarte miejsce. Wygrał Big Ten Conference w 1956 roku. Trener.